# Gennadi Stanislawowitsch Tschurilow
Gennadi Stanislawowitsch Tschurilow (russisch Геннадий Станиславович Чурилов; * 5. Mai 1987 in Magnitogorsk, Russische SFSR; † 7. September 2011 in Tunoschna bei Jaroslawl) war ein russischer Eishockeyspieler, der während seiner Karriere unter anderem für Lokomotive Jaroslawl in der Kontinentalen Hockey-Liga spielte.

## Karriere
Gennadi Tschurilow begann seine Karriere als Eishockeyspieler in seiner Heimatstadt in der Nachwuchsabteilung des HK Metallurg Magnitogorsk, für dessen zweite Mannschaft er in der Saison 2003/04 in der drittklassigen Perwaja Liga aktiv war. Anschließend spielte der Flügelspieler ein Jahr lang für die Remparts de Québec, die ihn beim CHL Import Draft 2004 in der ersten Runde an insgesamt 21. Position ausgewählt hatten, in der kanadischen Juniorenliga QMJHL, ehe er in seine russische Heimat zurückkehrte. Dort spielte er zunächst drei Jahre lang für die Profimannschaft von Lokomotive Jaroslawl in der Superliga, der höchsten russischen Spielklasse. In der Saison 2007/08 wurde der ehemalige Junioren-Nationalspieler mit seiner Mannschaft Vizemeister.
Ab der Saison 2008/09 stand Tschurilow für Lokomotive Jaroslawl in der neu gegründeten Kontinentalen Hockey-Liga auf dem Eis. In deren Premierenspielzeit scheiterte er mit Lokomotive erst im Playoff-Finale um den Gagarin Cup mit 3:4 Siegen in der Best-of-Seven-Serie an Ak Bars Kasan. In der Saison 2009/10 erhielt er den Ironman Award der KHL als Spieler mit den meisten Einsätzen innerhalb der letzten drei Jahre. Am 7. September 2011 kam er bei einem Flugzeugabsturz bei Jaroslawl ums Leben.

### International
Für Russland nahm Tschurilow im Juniorenbereich an den U20-Junioren-Weltmeisterschaften 2006 und 2007 teil. Bei beiden Turnieren gewann er mit seiner Mannschaft jeweils die Silbermedaille. Im Seniorenbereich stand er 2011 im Aufgebot seines Landes bei der Euro Hockey Tour.

## Erfolge und Auszeichnungen
- 2006 Silbermedaille bei der U20-Junioren-Weltmeisterschaft
- 2007 Silbermedaille bei der U20-Junioren-Weltmeisterschaft
- 2008 Russischer Vizemeister mit Lokomotive Jaroslawl
- 2009 Russischer Vizemeister mit Lokomotive Jaroslawl
- 2010 KHL Ironman Award